# Bakaogo
Ne doit pas être confondu avec Kaogo.
Bakaogo est une localité située dans le département de Nobéré de la province du Zoundwéogo dans la région Centre-Sud au Burkina Faso.

## Santé et éducation
Le centre de soins le plus proche de Bakaogo est le centre de santé et de promotion sociale (CSPS) de Nobili tandis que le centre médical (CMA) le plus proche se trouve à Manga.
Le village possède un centre permanent d'alphabétisation et de formation (CPAF).